# Ian Paice
Ian Anderson Paice (nascido em 29 de junho de 1948, Nottingham) é um baterista britânico, famoso por sua participação na banda Deep Purple, na qual ele é o último integrante da formação original. Seu primeiro contato com a música foi ao tocar violino, mas aos 15 anos de idade, escolheu a bateria como instrumento. Começou sua carreira como baterista tocando na banda de Dance de seu pai, no começo dos anos 60. Depois, ingressou em mais um projeto musical chamado "Georgie & the Rave-Ons", até fundar o Deep Purple. Antes de chegarem à sua formação atual, a banda passou por algumas mudanças de formação, sendo Paice o último membro da formação original do Deep Purple que permanece ativo até hoje na banda.
Paice é conhecido por usar um estilo de batida bem Funk Fusion e por ter uma “munheca” que é só dele.
Em lista da revista Rolling Stone, Paice ficou na posição 21 dos "100 Maiores Bateristas de Todos os Tempos. Numa lista similar feita pela revista Roadie Crew em 2015 (60 Pesos Pesados da Bateria), ele aparece na 9a posição.

## Discografia

### The Shindings
- 1965 One Little Letter/What You Gonna Do (SP, UK)
- 1965 A Little While Back/Why Say Goodbye (SP, UK)

### MI5 & The Maze
- 1966 You'll Never Stop Me Loving You/Only Time Will Tell (SP, UK)
- 1966 Hello Stranger/Telephone  (SP, UK)
- 1967 Aria Del Sud/Non Fatemio Odiare (SP, Italy)
- 1967 Harlem Shuffle/What Now/The Trap/I'm So Glad (EP, France)
- 1967 Catteri, Catteri/Easy Street (SP, UK)

### Whitesnake
- 1980 Ready an' Willing
- 1980 Live...in the Heart of the City
- 1981 Come an' Get It
- 1982 Saints & Sinners
- 2004 The Early Years (compilação)

### Gary Moore Band
- 1982 Corridors of Power
- 1982 Live at the Marquee (EP)
- 1983 Falling in Love with You (EP)
- 1983 Rockin' Every Night - Live in Japan (Lançamento na Europa: 1986)
- 1983 Victims of the Future
- 1984 We Want Moore!

### Solo
- 2002 Not for the Pro's (DVD+CD)
- 2005 Chad Smith & Ian Paice – Live Performances, Interviews, Tech Talk and Soundcheck (DVD)
- 2006 Modern Drummer Festival 2005 (DVD)
- 2007 Ian Paice and Friends Live In Reading 2006 (DVD)

### Como convidado
- 1967 Do Your Own Thing/Goodbye Baby Goodbye (Soul Brothers, SP)
- 1968 I Shall Be Released/Down In The Flood (Boz Burrell, SP)
- 1968 I Feel Fine/Let Me Love You (Tony Wilson, SP)
- 1971 Natural Magic (Green Bullfrog)
- 1971 In My Time (Mike Hurst)
- 1972 Gemini Suite (Jon Lord)
- 1972 Home is Where You Find It (Eddie Hardin)
- 1972 The Pete York Percussion Band (The Pete York Percussion Band)
- 1972 Squeeze (Velvet Underground)
- 1973 Bump & Grind (Jackson Heights)
- 1974 E.H. in the UK – The Eddie Harrin London Sessions (Eddie Hardin)
- 1974 First of the Big Bands (Tony Ashton & Jon Lord)
- 1975 Funkist (Bobby Harrison)
- 1977 You Can't Teach An Old Dog New Tricks (Eddie Hardin)
- 1978 Composition (Kirby)
- 1980 And About Time Too (Bernie Marsden)
- 1981 Look At Me Now (Bernie Marsden)
- 1981 Free Spirit (Ken Hensley)
- 1982 Before I Forget (Jon Lord)
- 1983 Arrested – The Royal Philharmonic Orchestra & Friends Tribute to Police
- 1987 Super Drumming (Pete York & Friends)
- 1989 Best of Dark Horse 1976-89 (George Harrison)
- 1990 Jump The Gun (Pretty Maids)
- 1993 BBC Radio 1 Live in Concert '74 (Tony Ashton & Jon Lord)
- 1994 From Time To Time (Ken Hensley)
- 1999 Run Devil Run (Paul McCartney)
- 1999 Live at the Cavern (Paul McCartney, DVD)
- 2001 Living on the Outside (Jim Capaldi)
- 2001 Twister (Max Magagni)
- 2003 E-Thnik (Mario Fasciano)
- 2003 Dal Vero (Tolo Marton)
- 2006 Gillan's Inn (Ian Gillan)
- 2006 Time To Take A Stand (Moonstone Project, +2008 extended ed.)
- 2007 Little Hard Blues (Andrea Ranfagni)
- 2009 Rebel On The Run (Moonstone Project, música "Halfway To Heaven")